# 亞歷山德里夫卡 (梅利托波爾區)
46°32′10″N 35°28′55″E / 46.53611°N 35.48194°E
亞歷山德里夫卡是位於烏克蘭東南部的村莊，由扎波羅熱州梅利托波爾區的亞歷山德里夫卡市鎮負責管轄。該村面積6.74平方公里，海拔高度6米，2001年人口1,049，人口密度每平方公里155.8人。